# Pandémie (South Park)
Pour les articles homonymes, voir Pandémie (homonymie) et Pandemic.
Pandémie (Pandemic en VO) est le dixième épisode de la saison 12 de la série South Park, et ouvre une histoire en deux parties qui se conclut dans l'épisode suivant, Pandémie 2, La Terreur.
Le titre de l'épisode est un jeu de mots sur la flûte de Pan dont jouent les Péruviens et sur le terme pandémie.

## Résumé
Stan se rend compte que les très nombreux groupes de musiciens de rue jouant de la musique péruvienne gagnent pas mal d'argent, et convainc ses trois amis Kyle, Cartman et Kenny de former un tel groupe. Comme ils n'ont pas l'argent pour acheter les costumes et les instruments, ils se rendent chez Craig qui a récemment reçu 100 dollars pour son anniversaire. Celui-ci accepte de les rejoindre et de financer le groupe et les cinq gamins passent à l'action et se retrouvent en forte concurrence avec les autres groupes de musique péruvienne.
Entre-temps, Randy a fait l'acquisition d'une caméra vidéo dont il se sert apparemment très souvent, au grand dam de la famille.
Michael Chertoff, Secrétaire à la Sécurité intérieure des États-Unis, s'inquiète de la prolifération des musiciens péruviens à travers le monde et décide de lancer une opération d'envergure afin d'éviter une crise. Les enfants et les Péruviens sont emmenés dans des camps d'internement en Floride et informés qu'ils finiront leurs jours à Guantanamo Bay. Craig accuse les quatre autres de l'avoir attiré dans cette galère et leur fait observer qu'ils vont en permanence de catastrophe en catastrophe et ne semblent jamais le voir venir.
Les enfants sont arrêtés pour tentative d'évasion et Chertoff décide de les envoyer au Pérou pour une mission d'infiltration.  Les Péruviens quant à eux mettent en garde les autorités et prétendent protéger le monde contre « la Muerte Peluda (la Mort Velue) ».
CNN diffuse un reportage banal qui tourne au cauchemar. Une sorte de monstre attaque différents endroits y compris South Park. On découvre grâce à la caméra de Randy qu'il s'agit en fait de cochons d'Inde géants.
Michael Chertoff assassine un officier et révèle dans un monologue qu'il a manigancé toute l'histoire et écarté la seule personne qui peut sauver la situation. Il s'agit de Craig, dont il a la photographie dans un dossier.